# Toy Story 4
Toy Story 4 er en amerikansk computeranimeret film fra Pixar, instrueret af Josh Cooley. Filmen er en opfølger til Toy Story, Toy Story 2, og Toy Story 3.

## Medvirkende

### Danske stemmer
- Woody: Preben Kristensen
- Buzz Lightyear: Thomas Eje
- Bodil: Ann Hjort
- Jessie: Puk Scharbau
- Gafli: Jesper Asholt
- Slinky: Peter Zhelder
- Hr. Potato Head: Lars Knutzon
- Basse: Lasse Lunderskov
- Rex: Anders Bircow
- Fru. Potato Head: Birthe Neumann
- Rumvæsnerne: Lars Thiesgaard
- Hoppe: Brian Mørk
- Rappe: Christian Fuhlendorff

### Engelske stemmer
- Woody: Tom Hanks
- Buzz Lightyear: Tim Allen
- Forky: Tony Hale
- Bo Peep: Annie Potts
- Ducky: Keegan-Michael Key
- Bunny: Jordan Peele
- Jessie: Joan Cusack
- Slinky Dog: Blake Clark
- Mr. Potato Head: Don Rickles
- Hamm: John Ratzenberger
- Rex: Wallace Shawn
- Mrs. Potato Head: Estelle Harris